# Поляков Лев Олександрович
 Лев Олександрович Поляков  (нар. 24 квітня 1927, Моршанськ, Тамбовська губернія, СРСР — пом. 26 січня 2001, Москва, Росія) — радянський і російський актор театру і кіно. Народний артист Російської Федерації (1996).

## Біографія
Лев Поляков народився 24 квітня 1927 року в Моршанську.
Спочатку Лев Олександрович Поляков мріяв про кар'єру військового. Він навчався в авіаційному технікумі, а потім у Вищому військово-морському училищі в Баку. Але заняття самодіяльністю і любов до театру вирішили вибір на користь акторської професії. Поляков вступив до Школи-студії МХАТ, і 2 роки грав у Великому драматичному театрі імені Г. О. Товстоногова.
У середині 1950-х років Лев Поляков починає активно зніматися в кіно.
У 1958 році він закінчив ВДІК (майстерня Сергія Герасимова і Тамари Макарової) і вступив до Театру-студії кіноактора.
Актор помер від інсульту в 2001 році в одній зі столичних клінік. Трьома роками раніше, в 1998-му, зник їх з дружиною Інною Виходцевою єдиний син Микита.
Похований в Москві на Ваганьковському кладовищі.

## Родина
- Дружина — актриса Театру-студії кіноактора Інна Виходцева
- Син Микита (1960—1998), перекладач, закінчив інститут імені Моріса Тореза. Загинув у Домініканській Республіці під час цунамі в 1998 році.

## Фільмографія
- 1957: Розповіді про Леніна — поручик Баришев
- 1958: Отаман Кодр — Тодор Тобулток
- 1958: Справа «строкатих» — Растягаєв
- 1958: Дорога на фестиваль (короткометражний)
- 1960: Мічман Панін — офіцер Грузінов
- 1961: Два життя — Микола Ігнатьєв
- 1962: Колеги — лікар Столбов
- 1962: Гусарська балада — Петро Пелимов
- 1964: Ракети не повинні злетіти — сержант американської армії Юджин
- 1964: Фитиль — Ягідки, серія № 19, жених
- 1964: Втеча з раю — Павло
- 1965: Остання ніч у раю — Павло
- 1965—1967: Війна і мир — Лорістон
- 1965: Як вас тепер називати? — Петро Сизов / Пауль Краузе
- 1966: Про що мовчала тайга — батюшка Микола
- 1966: Веселі расплюєвські дні — поліцейський Качала
- 1966: Дикий мед — начальник геологічної експедиції
- 1966: Постріл — майор
- 1967: Микола Бауман — Євген Миколайович Котов
- 1967: Місця тут тихі — Том, американський моряк, (немає в титрах)
- 1967: Сергій Лазо — Вишняков
- 1968: Діамантова рука — капітан теплохода «Михайло Свєтлов»
- 1968: Крах — Зипунов
- 1968: Нові пригоди невловимих — офіцер в папасі
- 1968: Один шанс із тисячі — Отто
- 1968: Щит і меч — майор Герлах, заступник начальника школи Абвера
- 1968—1972: Звільнення — генерал Андрій Гречко
- 1969: Ад'ютант його високоповажності — Загладін
- 1969: Гори, гори, моя зірко — коханець у німому кіно
- 1970: Ватерлоо (Італія, СРСР) — Келлерман, (немає в титрах)
- 1970: Карусель — Анатоль, жених княжни Бибулової
- 1970: Потяг у завтрашній день — працівник Раднаркому
- 1970: Посланці вічності — капітан
- 1970: Серце Росії — большевик у Смольному, (немає в титрах)
- 1971: Корона Російської імперії, або Знову невловимі — одноокий офіцер
- 1971: Ціна швидких секунд — епізод
- 1971: Тіні зникають опівдні — Анісім Шатров
- 1972: Останній гайдук — епізод
- 1972: Свеаборг — великий князь Микола Миколайович
- 1973: І на Тихому океані... — Семен
- 1973: Океан — Світличний Андрій Павлович, капітан другого рангу
- 1973: Зупинка в дорозі (короткометражний)
- 1974: Вічний поклик — член бюро, (немає в титрах)
- 1974: Вільному - воля (короткометражний)
- 1975: Втеча містера Мак-Кінлі — приятель Мак-Кінлі
- 1975: Не може бути! — слідчий (новела «Злочин і кара»)
- 1976: Життя і смерть Фердинанда Люса — Курт, людина Бауера
- 1977: Фронт за лінією фронту — Фридрих фон Бютцов, німецький підполковник-інженер
- 1977: Інкогніто з Петербурга — жандарм
- 1978: Оксамитовий сезон (СРСР, Швейцарія) — Франсуа, помічник Ніколаса
- 1979: Маленькі трагедії — глядач у театрі
- 1980: Вечірній лабіринт — метрдотель
- 1980: Інакше не можна — учасник наради
- 1980: Скринька Марії Медичі — експерт-криміналіст Микола Іванович Крелін
- 1981: Фронт в тилу ворога — Фрідріх фон Бютцов, німець-інженер, став радянським розвідником
- 1983: Тривожна неділя — командир морського пожежного загону Челобов
- 1984: Європейська історія — журналіст
- 1984: Мертві душі — віце-губернатор
- 1984: Розставання —  міністр Андрій Іванович
- 1985: Небезпечно для життя! — підполковник, начальник відділення мілиції
- 1985: Береги в тумані (СРСР, Болгарія) — Акулиничев
- 1985: Багратиін — епізод
- 1985: Заповіт — солдат
- 1986: Обличчям до обличчя — Кернс
- 1986: Час синів — Коваленко
- 1987: Загін (СРСР, Сирія) — начальник особистої охорони президента
- 1987: Крейцерова соната — родич на весіллі
- 1988: Пілоти (СРСР, Чехословаччина) — епізод
- 1989: Приватний детектив, або Операція «Кооперація» — Н. І. Окайомов
- 1989: Свавілля — Хрипатий
- 1990: Хлопчики — лікар
- 1991: Як живете, карасі? — сусід на дачі, Гліб
- 1992: Повітряні пірати — епізод
- 1995: Панночка-селянка —  Лев Дмитрович Колбін

#### Озвучення
- 1975 — Непрохані гості (Грузія-фільм) — Гітара-майор (роль Рамаза Чхиквадзе)
- 1973 — Попутний вітер (СРСР, Чехословаччина) — Рошер (роль Йозефа Лангміллера)
- 1967 — Де третій король? (Польща)
- 1962 — Господар і слуга (Вірменфільм) (короткометражний) — Кучер (роль Армена Хостікяна)
- 1961 — Розлучення по-італійськи (Італія) — Розаріо (роль Ландо Будзанка)

### Нагороди
- Заслужений артист Російської РФСР (25.07.1988)
- Народний артист Російської Федерації (1996)